# Louis B. Mayer
Louis Burt Mayer, nacido Eliezer Meir (en ruso: Лазарь Меир; Dymer, actual Ucrania; 12 de julio de 1884 o 1885-Los Ángeles, California; 29 de octubre de 1957), inmortalizado a la posteridad como Louis B. Mayer o simplemente L.B., fue un empresario, ejecutivo y productor de cine estadounidense-canadiense, que ejerció como «director de producción» y «presidente» del mítico imperio industrial cinematográfico MGM, del cual fue además miembro fundador. Fue acusado de abusar psicológica y sexualmente de muchas de "sus" actrices. Creador y máximo exponente del denominado Star-system.
Durante su largo reinado en MGM, Mayer se ganó muchos enemigos y admiradores. Algunas estrellas no apreciaban sus intentos de controlar su vida privada, mientras que otras lo veían como una solícita figura paterna. Mayer creía en el entretenimiento sano y hacía todo lo posible por descubrir nuevos actores y convertirlos en grandes estrellas. También obligaba a las estrellas femeninas a obedecer, amenazándolas con quedarse sin trabajo, y abusaba sexualmente de Judy Garland, a la que obligaba a hacer dieta, tomar drogas y trabajar en horarios extenuantes.
Mayer se vio obligado a dimitir como vicepresidente de MGM en 1951, cuando la empresa matriz del estudio, Loew's, Inc. quiso mejorar unos beneficios en declive. Conservador acérrimo, Mayer fue en su día presidente del Partido Republicano de California. En 1927 fue uno de los fundadores de la AMPAS, famosa por sus premios anuales de la Academia.

## Biografía

### Primeros años
La fecha y el lugar exactos del nacimiento de Mayer siguen siendo muy controvertidos. Según Bosley Crowther, Mayer nació "en un pueblecito cerca de Minsk", según Samuel Marx en "Demre", según Gary Carey en "Dmra, un pueblo entre Minsk y Vilna", mientras que Charles Higham y Scott Eyman creían que Mayer nació en Dymer, cerca de Kiev, en Ucrania. Además, Andrzej Krakowski sugirió que el lugar de nacimiento ha sido malinterpretado y Mayer era en realidad de la ciudad de Mińsk Mazowiecki en el este de Polonia, que en ese momento estaba subyugada por el Imperio ruso.
Nacido en el seno de una familia judía, cuando era aún muy pequeño su familia emigró desde Minsk, en el Imperio Ruso, a Saint John, Nuevo Brunswick (Canadá), donde su padre inició un negocio propio en la explotación comercial de la chatarra y su reciclaje, en el cual su hijo se involucra, extendiéndo sus actividades hasta Los Ángeles. Allí, Louis B. Mayer participa en la construcción del teatro Gem Theater, que sería el primer cine de una larga cadena que él mismo erigiría. 
"Fue una infancia horrible", dice Gerald, sobrino de Mayer. Su familia era pobre y el padre de Mayer hablaba poco inglés y carecía de habilidades valiosas. Así pues, la ambición y el empuje del joven Mayer fueron el sustento de la familia. Como su familia hablaba mayoritariamente yiddish en casa, su objetivo de formarse por su cuenta cuando abandonara la escuela se hizo más difícil. 
En su tiempo libre, frecuentaba el teatro York y a veces pagaba para ver los espectáculos de vodevil en directo. Se aficionó al mundo del espectáculo. En 1904, Mayer, de 20 años, abandonó Saint John y se trasladó a Boston, donde continuó durante un tiempo en el negocio de la chatarra, se casó y aceptó diversos trabajos ocasionales para mantener a su nueva familia cuando su negocio de chatarra flaqueaba.

## Comienzos de su carrera
Mayer reformó el Gem Theater, un local de burlesque de Haverhill, Massachusetts, con 600 butacas, que reabrió el 28 de noviembre de 1907 como Orpheum, su primer cine. Para superar la reputación desfavorable que tenía el edificio, Mayer estrenó en 1912 una película religiosa en su nuevo Orpheum, From the Manger to the Cross (Del pesebre a la Cruz). En pocos años, era propietario de los cinco cines de Haverhill y, con Nathan H. Gordon, creó la sociedad Gordon-Mayer. Gordon, creó la sociedad Gordon-Mayer, que controlaba la mayor cadena de cines de Nueva Inglaterra. Durante sus años en Haverhill, Mayer vivió en el 16 de la calle Middlesex, en el barrio de Bradford, más cerca del centro de la ciudad, en la calle Temple, y en el 2 1/2 de la calle Merrimac.
En 1917 fundó su propia compañía de cine, Louis B. Mayer Pictures, añadiendo a sus actividades la producción y distribución de películas. En 1924 se concretó una multimillonaria fusión empresarial entre la Goldwyn Pictures Corporation, Metro Pictures y la propia compañía de Mayer, dando origen al mítico coloso del cine, la Metro-Goldwyn-Mayer.
A partir de entonces, Louis B. Mayer asume como «Director de producción» y «Presidente» de la MGM y se encarga de diseñar y estructurar el Star-system, como método para la creación artificial y planificada de estrellas para el estudio, alineadas al mismo mediante contratos con salarios modestos y un férreo control sobre su imagen pública. Bajo estos términos, Meyer logró trabajar con actores y actrices como Conchita Montenegro, Greta Garbo, Clark Gable, Spencer Tracy, Katharine Hepburn, Lon Chaney, Joan Crawford, Jean Harlow, Judy Garland, Hedy Lamarr, entre muchos otros, avalando la producción de notables éxitos en la industria cinematográfica, con lo cual cimentó la denominada «Era dorada de la MGM». Igualmente, fue uno de los principales impulsores del cine sonoro como posteriormente lo fue también de la implementación del Tecnicolor en la elaboración de películas.
Mayer alcanzó una predominancia y control sobre la industria cinematográfica que superó y a medida eclipsó la fama, la posición y reconocimiento de centenares de personalidades de Hollywood. De hecho, durante nueve años, desde 1937, Louis B. Mayer fue la persona mejor pagada de Estados Unidos, con un salario anual de US$ 1,3 millones, el equivalente actual a más de US$ 21 millones. Su carácter regio y determinado, como ejecutivo y hombre de negocios, le permitió consolidar a la MGM, con una cadena sucesiva de éxitos, siguiendo los preceptos que él mismo había creado, pero para la década de 1950, el poderío de Mayer comenzó a desmoronarse. Pronto surgieron «rebeldes» en el Star-system, tales como Marilyn Monroe, quien a pesar de haber sido creación del mismo, consiguió antes de su trágico fallecimiento que los estudios finalmente tuvieran que pagar la multimillonaria cifra de 1 millón de dólares por película, algo sin precedentes y que quebrantaba el precepto básico del Star-system de mantener sueldos bajos o moderados para los actores y actrices. A este caso se sumaron muchos otros, como los de Katharine Hepburn, que consiguió sucesivamente elevar su propia cotización como actriz y seguir filmando a pesar de envejecer; Clark Gable, que renunció a la MGM, logrando un cambio de estudios; y Elizabeth Taylor, que conseguiría elevar cada vez más sus contratos en materia de honorarios, y lograr la independencia de los estudios. En cuanto a su carrera actoral, todas estas acciones consiguieron independizar sus imágenes y fortunas del sistema de los estudios.
A esta caída del Star-system se añadió un período de tres años entre 1948 y 1951 en los que MGM no logró cosechar ningún Óscar, a pesar de todas sus producciones y tentativas. Esto, unido a la renuncia de Mayer al cargo de «Jefe de producciones» y un fallo ante un tribunal de California en el que se determinaba que los estudios no podían seguir concentrando de forma total la creación, distribución y presentación en cines de las películas, ocasionó que el sistema de estudios de la «Era dorada de Hollywood», que el propio Mayer había ayudado a crear, finalmente se enfrentara a su extinción.
Meyer se retiraría progresivamente de la industria cinematográfica. Sin embargo, no vendería la mayoría accionaria sobre MGM sino hasta seis años después del dictamen de los tribunales, retirándose de forma definitiva de todos sus negocios y posiciones dentro de los estudios para 1950, falleciendo siete años después, el 29 de octubre de 1957 a los 73 años.

## Vida privada

### Abusos sexuales
Louis B. Mayer ha sido acusado de abusos sexuales, entre ellos haber manoseado a una Judy Garland entonces adolescente. Según el libro de Gerald Clarke Get Happy: The Life of Judy Garland, de Gerald Clarke, Mayer "se reunía con la joven sentada en su regazo, con las manos en el pecho". Se afirma que las consecuencias de sus presuntos abusos afectaron también a las carreras profesionales de otras personas:
Al parecer, Mayer estaba enamorado de Jean Howard y la persiguió enérgicamente, pero sin éxito. Cari Beauchamp, autora de Without Lying Down: Frances Marion and the Powerful Women of Early Hollywood, observó: "Mayer persiguió a la actriz Jean Howard por la habitación. Cuando ella dijo: 'De ninguna manera', y se fue a casar con Charles K. Feldman, el agente, Mayer prohibió a Charlie entrar en el lote." En su autobiografía, Esther Ralston cuenta que Mayer saboteó su carrera cuando se negó a acostarse con él.

## Filmografía

### Productor
| Año  | Título            | Director           |
| ---- | ----------------- | ------------------ |
| 1915 | Always in the Way | J. Searle Dawley   |
| 1919 | Human Desire      | Wilfrid North      |
| 1921 | Sowing the Wind   | John M. Stahl      |
| 1924 | Wine of Youth     | King Vidor         |
| 1924 | Greed             | Erich von Stroheim |
| 1925 | Lady of the Night | Monta Bell         |
| 1925 | Ben-Hur           | Fred Niblo         |
| 1940 | I Take This Woman | W.S. Van Dyke      |

## Personajes basados en Louis B. Mayer
- Pat Brady en la novela de 1941 de F. Scott Fitzgerald, El último magnate (The Last Tycoon). Fue interpretado por Robert Mitchum en la adaptación cinematográfica de 1976, y por Kelsey Grammer en la serie de televisión de 2016.
- Stanley Shriner Hoff en The Big Knife (1955) (de Rod Steiger) se basó en parte en Mayer.[21]
- Cyril H. Bean, al que sus empleados se refieren como "El Jefe" (The Head), en la novela de 1966 de Jacqueline Susann, Valley of the Dolls.
- Jack Lipnick en Barton Fink (1991) (de Michael Lerner)
- L.B. Mammoth en la película de animación Cats Don't Dance (1997) (voz interpretada por George Kennedy)